# Acronema chienii
Acronema chienii là một loài thực vật có hoa trong họ Hoa tán. Loài này được R.H.Shan mô tả khoa học đầu tiên năm 1980.